# Marcel Duchamp
Pour les articles homonymes, voir Duchamp.
Marcel Duchamp, né le 28 juillet 1887 à Blainville-Crevon et mort le 2 octobre 1968 à Neuilly-sur-Seine, est un peintre, plasticien et homme de lettres français, naturalisé américain en 1955.
Depuis les années 1960, il est considéré par de nombreux critiques et historiens de l'art comme un artiste majeur du XXe siècle. Déjà, André Breton le qualifiait d'« homme le plus intelligent du siècle ». Grâce à son invention des ready-mades notamment, son travail et son attitude artistique continuent d'exercer une influence majeure sur les différents courants de l'art contemporain.
Rare artiste n'appartenant à aucun courant artistique précis, Marcel Duchamp a un style unique. Cassant les codes artistiques et esthétiques alors en vigueur, il est vu comme le précurseur et l'annonciateur de certains aspects les plus radicaux de l’évolution de l'art depuis 1945. Les protagonistes de l'art minimal, de l'art conceptuel et de l'art corporel, dans leur inspiration, leur démarche artistique et idéologique, témoignent de l'influence déterminante de l’œuvre de Duchamp. Il aurait également été, d'après les nombreux essais qui lui sont consacrés, l'inspirateur d'autres courants artistiques dont le pop art, le néodadaïsme, l'art optique et le cinétisme.

## Biographie

### Origines familiales
« J'ai eu une vie absolument merveilleuse. »

— Marcel Duchamp

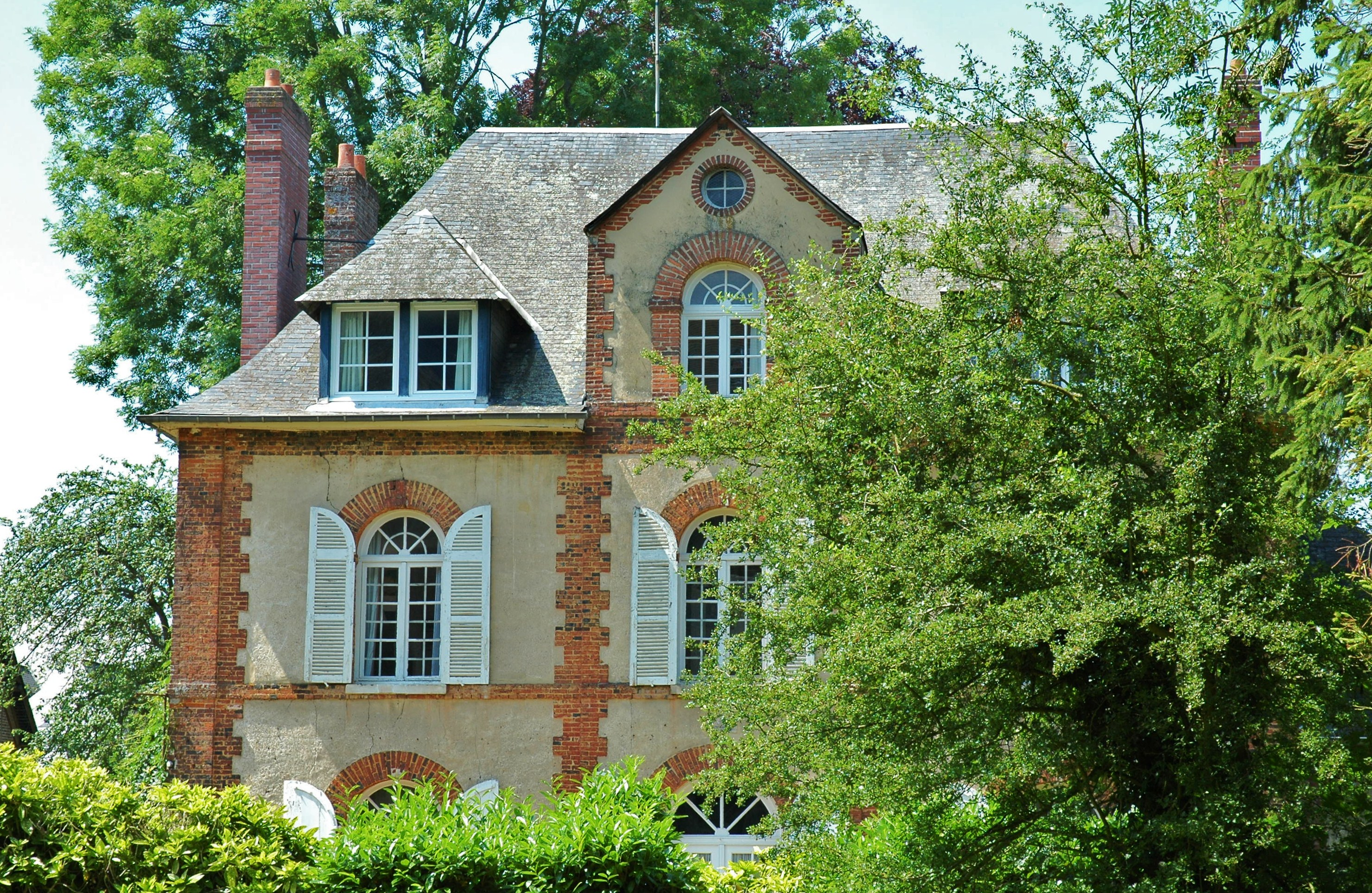
Maison d'enfance de Duchamp à Blainville-Crevon.

Né dans une maison construite en 1827 par le capitaine Délorier en Seine-Inférieure, Henri Robert Marcel Duchamp est le fils du notaire de Blainville-Crevon, Justin Isidore Duchamp (dit « Eugène »), et de Marie Caroline Lucie, née Nicolle, musicienne accomplie. Marcel est le petit-fils d'Émile Frédéric Nicolle (1830-1894), courtier maritime et artiste, qui enseigna l'art à ses petits-enfants. Il est le troisième enfant d'une famille qui en compte sept, dont le sculpteur Raymond Duchamp-Villon (1876-1918), et les peintres Jacques Villon (Gaston Duchamp, 1875-1963) et Suzanne Duchamp (1889-1963).
Il entreprend son apprentissage de la peinture auprès de son grand-père artiste, puis de ses frères, de sa sœur et de leurs amis. Sa marraine, Julia Pillore, avait épousé en 1900 le peintre Paulin Bertrand. Cette année-là, au collège, en 4e, Marcel remporte un prix de mathématiques et exécute son premier dessin connu, Magdeleine au piano. Durant l'été 1902, il entame ses premières toiles en s'inspirant des paysages de Blainville et ne jure que par Monet. Le soir, il apprend à jouer aux échecs en observant ses deux frères, particulièrement doués.
Il poursuit brillamment ses études à l'école Bossuet de Rouen, décrochant à quinze ans la première partie de son baccalauréat avec un 1er prix de dessin. Durant l'été, il part en voyage à Jersey. L'année suivante, il obtient la deuxième partie du bac (Lettres-Philosophie) et la médaille d’excellence des « Amis des Arts ».
En octobre 1904, avec l'accord de son père, il part s'installer à Montmartre, au 71, rue Caulaincourt ; il vit chez son frère, devenu le peintre Jacques Villon. Il s’inscrit à l'académie Julian, et tiendra seulement une année, abandonnant à cause des cours théoriques. Il ne cesse de dessiner, de jouer au billard et assiste aux numéros de cabaret humoristiques.
N'ayant jamais fait d'école d'art au sens classique du terme, Marcel Duchamp est un autodidacte.

### Ses débuts: tableaux et dessins

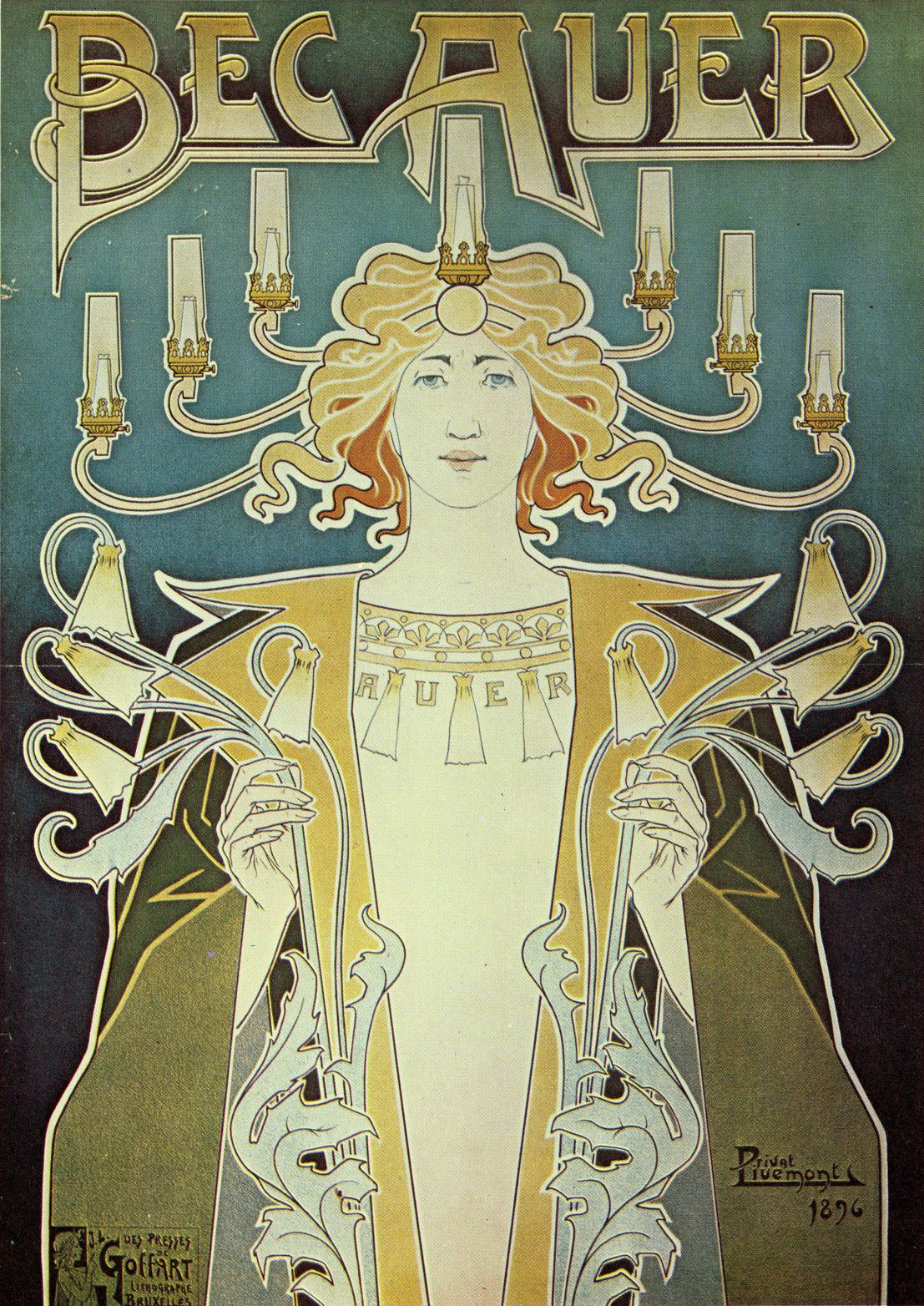
Affiche d'Henri Privat-Livemont (1896) : Duchamp fut toute sa vie impressionné par le bec Auer qu'il commença à dessiner dès 1903.

Après avoir échoué au concours d'entrée des Beaux-Arts de Paris, Marcel est appelé à faire son service militaire le 30 octobre 1905 : son livret militaire précise alors qu'il mesure 1,68 m, qu'il a les cheveux blonds et les yeux gris,. En tant qu'ouvrier d'art, il voit son temps réduit à une année au lieu de trois : employé chez un imprimeur de Rouen, il a obtenu quelques semaines plus tôt un diplôme d'imprimeur de gravures, dans le but unique de réduire autant que possible son passage sous les drapeaux. Par ailleurs, son père part en retraite, quitte Blainville pour Rouen et emmène toute la famille au 71, rue Jeanne-d'Arc. Nommé caporal le 11 avril 1906, Marcel est libéré le 3 octobre et emménage au 65, rue Caulaincourt (Paris). Son meilleur partenaire de billard s'appelle Juan Gris.
Pour arrondir les fins de mois, Marcel, à l'imitation de Villon, tente de proposer des caricatures satiriques à des journaux comme Le Rire et Le Courrier français. Après quelques refus, dix-huit dessins furent publiés entre novembre 1908 et octobre 1910. Il signe « Duchamp » et pratique un humour parfois jugé gaudriolesque. Pour la première fois, Marcel hésite entre deux carrières : humoriste ou peintre. Il propose ses dessins au Salon des Humoristes (Palais des Glaces, Paris) en mai et juin 1907, mais sans grand succès : c'est son premier contact avec le public. Entre Noël 1907 et la rentrée 1908, Marcel mène la belle vie : fêtes mémorables rue Caulaincourt, exposition de quatre nouveaux dessins au 2e salon des artistes humoristes (mai-juin) puis longues vacances à Veules-les-Roses. Il déménage à Neuilly-sur-Seine et y demeurera jusqu'en 1913.
Il commence à exposer des tableaux au Salon d'Automne (Grand Palais, octobre-novembre 1908), à savoir Portrait, Cerisier en fleurs, et Vieux cimetière, très marqués par les impressionnistes. Au printemps 1909, il expose au Salon des indépendants (Orangerie des Tuileries) deux paysages dont l'un sera acheté 100 francs : pour Marcel, c'est une première. De nouveau à Veules-les-Roses, il se met à peindre les environs et expose ses paysages au Salon d'Automne pour la seconde fois. Une toile est achetée par Isadora Duncan. À la fin de l'année, il expose à la Société normande de peinture moderne organisée à Rouen par son camarade d'enfance, Pierre Dumont, qui lui présente Francis Picabia, qui exposait également. Ses deux frères, Jacques et Raymond, l'invitent souvent à les rejoindre à Puteaux au 7, rue Lemaître où ils vivent dans une sorte de communauté d'artistes où se croisent des cubistes comme Albert Gleizes, Fernand Léger, Jean Metzinger, Roger de La Fresnaye, mais aussi des poètes comme Guillaume Apollinaire (qui n'aime pas ses nus, en évoquant « les nus très vilains de Duchamp »,,), Henri-Martin Barzun, Maurice Princet et le jeune Georges Ribemont-Dessaignes.

### Les années de transition (1910-1915)
Après les années 1902-1910, qui sont qualifiées par Duchamp de « huit années de leçons de mutation », durant lesquelles il explore toute une série de styles artistiques — impressionnisme, fauvisme, cubisme — s'ouvre une période de recherches intenses.

#### Nu descendant un escalier: des Indépendants à New York en passant par Munich
Entre 1910 et 1912, la manière de s'exprimer de Duchamp évolue considérablement et passe par différentes phases. Il est d'abord très marqué par Cézanne, comme en témoigne sa toile La Partie d'échecs, mais aussi par le fauvisme avec, par exemple, Le Portrait du docteur Dumouchel, tout en refusant de coller au modèle. Une amie de sa sœur Suzanne puis une certaine Jeanne Marguerite Chastagnier posent pour lui, et Duchamp exécute des études de nus, avant de nouer une relation amoureuse avec cette dernière. Au cours de cette période, il devient également sociétaire du Salon d'Automne et ne passe plus par le jury de sélection (mais ironiquement il n'y exposera plus). En 1911, il réalise la fusion entre le symbolisme et le cubisme, entreprenant des recherches picturales sur le mouvement, très marqué par les travaux de Kupka, son voisin de Puteaux et, dans la foulée, il exécute pour ses frères Moulin à café, sa première représentation de machine et de rouages.
C'est au début de 1911 qu'il peint une toile intitulée Le Printemps (ou Jeune homme et jeune fille dans le printemps) : rétrospectivement, Arturo Schwarz y voit « la première œuvre de Duchamp qui lui soit vraiment personnelle ». Dans cette œuvre notamment, la figure de l'androgyne deviendra un thème hautement symbolique pour ses futures grandes réalisations.
De 1911 à 1912, Duchamp élabore des dessins énigmatiques (série des Roi et reine traversés par des nus en vitesse, Joueurs d’échecs) et de minutieux tableaux travaillés à l’ancienne (les deux Nu descendant un escalier, Les Joueurs d'échecs, Le Roi et la Reine entourés de nus vites, Le Passage de la Vierge à la Mariée, Mariée). Il compose alors une iconographie hermétique, déconcertante de complexité, relevant d’une forme de maniérisme arcimboldesque. On a pu avancer que les peintures de cette période, à l’interprétation si problématique, et se démarquant manifestement du cubisme ou du fauvisme alors en vogue, seraient le produit d’un intérêt persistant, et certes paradoxal pour un artiste considéré comme l’apôtre de l’anti-art, pour certains maîtres du passé (Bosch, Lucas Cranach l'Ancien, Léonard, Bellange, Hogarth, Goya) ou anonymes de la Renaissance française, et surtout pour Vélasquez. Les « figures » des compositions de cette période, puisées dans le répertoire de la peinture ancienne, deviennent agencement intriqué d’objets divers, processus qui trouvera son aboutissement dans Le Grand Verre (1915-1923) — La Mariée mise à nu par ses célibataires, même est le nom original de cette œuvre —, qui pourrait alors être lu comme la version mécaniste des Ménines de Vélasquez.
Outre ce regard incisif porté sur la peinture ancienne, Duchamp revendique son grand intérêt pour des auteurs tels que Jules Laforgue, Villiers de l’Isle-Adam et Alfred Jarry, qui nourrissent également les productions de cette période. C'est de cette époque, en novembre 1911, que date Jeune homme triste dans un train : il y expérimente déjà les effets de la chronophotographie. C'est un poème de Laforgue qui lui aurait inspiré une composition, le Nu descendant un escalier, qu'il entame également fin 1911, et dont la seconde version fut proposée au Salon des indépendants, le 20 mars 1912. Cette toile fut refusée par ses amis du jury : Duchamp est profondément blessé. Il dira, bien plus tard : « Je reconnais que l’incident du Nu descendant un escalier aux Indépendants a déterminé en moi, sans même que je m’en rende compte, une complète révision de mes valeurs. »
Fin juin 1912, il entreprend un voyage à Munich, où il retrouve son ami le peintre allemand Max Bergmann (1884-1955), à qui il offrit en 1910, un bilboquet dédicacé. Ce voyage met Duchamp au contact de l'avant-garde munichoise, il visite les musées et les expositions temporaires, il est pris en photo par Heinrich Hoffmann et achète Über das Geistige in der Kunst (Du spirituel dans l'art), un essai signé Vassily Kandinsky. Il passe ensuite par Bâle, Dresde et Berlin. Ce nouveau contexte intellectuel, artistique et scientifique le conduit sans doute à concevoir le plan du Grand Verre.
Il est présent au côté du groupe de la Section d'or en octobre 1912 à Paris, pour une exposition à la galerie La Boétie. Cette année, capitale, lui fait découvrir Voyage au pays de la quatrième dimension, de Gaston de Pawlowski, par ailleurs directeur du magazine Le Vélo, mais aussi Impressions d'Afrique, de Raymond Roussel et les calembours étymologico-fantaisistes de Jean-Pierre Brisset, des auteurs auxquels l'artiste doit beaucoup en ce qui concerne cette période de transition : outre l'influence du mathématicien Maurice Princet, qui fréquentait les cubistes du groupe de Puteaux, Duchamp reconnut plus tard sa dette envers ces penseurs singuliers, qui lui permirent d'interpréter à sa manière certains aspects théoriques de la géométrie non euclidienne, bien qu'il se déclare ne pas être doué sur le plan scientifique.

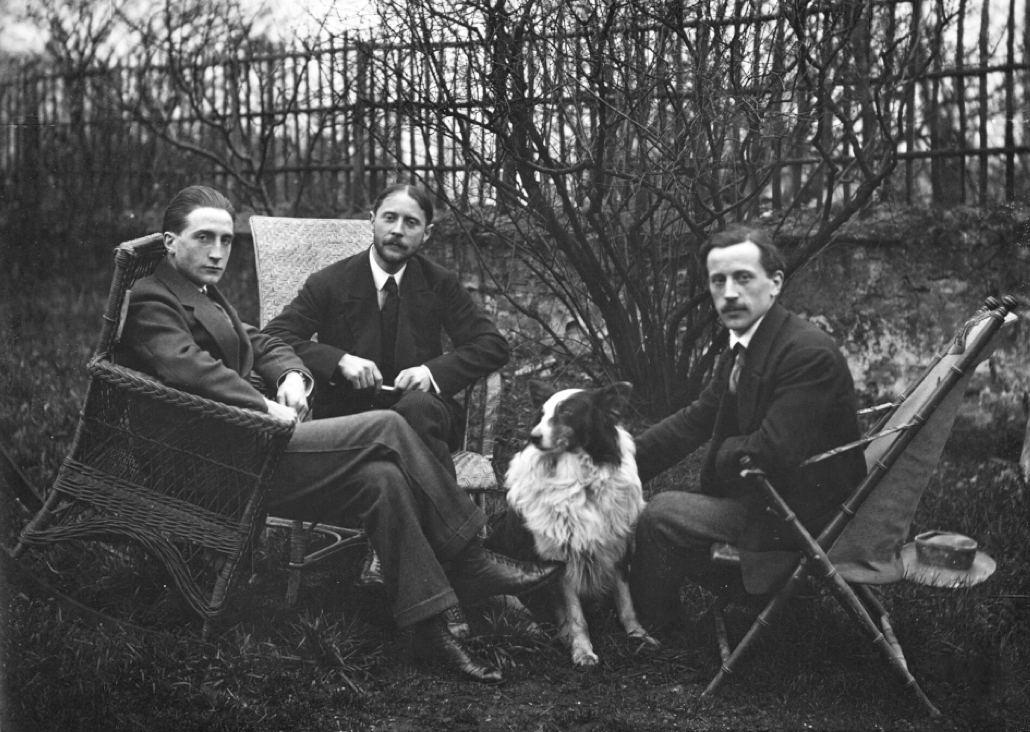
Marcel et ses deux frères, Jacques Villon et Raymond Duchamp-Villon, à Puteaux, fin 1912. Tous trois furent invités à l'Armory Show par Walt Kuhn.

En octobre 1912, Walter Pach met en relation Duchamp et les autres membres du Groupe de Puteaux avec Walt Kuhn et Arthur Bowen Davies, respectivement directeur et président de l'Association des peintres et sculpteur américains, qui préparent une énorme exposition devant faire le lien entre les modernistes de la fin du XIXe siècle, la peinture américaine et l'avant-garde européenne.
De février à mai 1913, aux États-Unis, les nouvelles recherches européennes sont présentées lors de l'International Exhibition of Modern Art : l’Armory Show à New York, puis à l'Art Institute of Chicago et enfin à Boston à la Copley Society. Durant les deux premières expositions, le Nu descendant un escalier (N°2) provoque hilarité et scandale dans certains journaux. Cette œuvre est influencée, tout comme le futurisme, par la chronophotographie. Duchamp y présente aussi Le Roi et la Reine entourés de nus vites, Portrait de joueur d'échecs et une esquisse, Jeune homme triste dans un train : il vend les trois dernières. L'Armory Show ferme ses portes le 15 mars : deux jours après, Alfred Stieglitz invite Marcel Duchamp et Francis Picabia à exposer dans sa galerie appelée « 291 » : en comparaison, cet événement resta confidentiel.

#### L'invention duready-made
En 1913, il commence à travailler à la bibliothèque Sainte-Geneviève dans le Quartier latin, ce qui lui permet d'avoir accès à une documentation nouvelle, mais aussi de « [se] dégager de toute obligation matérielle ». Duchamp ajoute : « J'ai commencé une carrière de bibliothécaire qui était une sorte d'excuse sociale. C'était vraiment une décision, à ce point de vue, très nette. Je ne cherchais pas à faire des tableaux ni à les vendre, j'avais d'ailleurs un travail devant moi qui me demandait plusieurs années, La Mariée mise à nu par ses célibataires, même. » Afin de se perfectionner, il suit en auditeur libre les cours de l'École des chartes dès novembre 1912, où il suit particulièrement les cours de bibliographie de Charles Mortet. Ce dernier est l'un des deux conservateurs qui le soutiennent (avec Maurice Davanne, oncle de Francis Picabia) et lui permettent d'être officiellement embauché pendant les deux mois d'absence de Charles Kohler, alors malade (novembre-décembre 1913). Duchamp recommence ensuite à travailler comme bénévole (surnuméraire) de janvier 1914 à mai 1915.
Il s’écarte de la peinture, vers 1913-1915, avec les premiers ready-mades, objets « tout faits » qu’il choisit pour leur neutralité esthétique, notamment ses œuvres Roue de bicyclette (1913) et Porte-bouteilles (1914). Duchamp prend des articles ordinaires, prosaïques, et les place quelque part où leur signification d’usage disparaît sous le nouveau titre et le nouveau point de vue. En arrachant un objet manufacturé à son contexte et en le plaçant dans un lieu inhabituel, Duchamp élève ces objets au rang d’œuvres d'art par son simple choix en tant qu'artiste. Il marque ainsi une césure profonde avec toute la tradition artistique qui l'a précédé. L'attribution de son ready-made le plus connu, Fontaine (1917), un urinoir renversé sur lequel il aurait apposé la signature « R. Mutt », serait une création d'Elsa von Freytag-Loringhoven,,. Cet objet est refusé par les organisateurs de l'exposition de la Société des artistes indépendants de New York.
Réformé en 1914 pour insuffisance cardiaque à la suite de son service militaire en 1906, invité par Walter Pach, il quitte la France et débarque à New York le 15 juin 1915. Il entretient des liens avec Man Ray, Arthur Cravan, Alfred Stieglitz et Francis Picabia avec qui il fonde la revue 391. Hébergé, grâce à Pach, par les époux et mécènes Arensberg, qui lui fournissent également un atelier, Duchamp donne des cours de français pour subvenir à ses besoins, tout en travaillant sur Le Grand Verre et en créant de nouveaux ready-mades, comme la pelle (En prévision du bras cassé), le peigne (Comb) sur lequel il avait tracé la phrase Trois ou quatre gouttes de hauteur n'ont rien à faire avec la sauvagerie ou encore With Hidden Noise, pelote de ficelle comprimée entre deux plaques de métal. Ces propositions de Duchamp ne sont pas destinées à être vendues, mais elles influencent ses amis comme Picabia ou Man Ray.

### Duchamp et dada
Avec ses objets trouvés et ses ready-made, ainsi que par son côté iconoclaste, Duchamp est très proche de l'esprit Dada. À ce titre, il eut un impact non négligeable sur le mouvement dadaïste, courant auquel on peut aussi rattacher La Mariée mise à nu par ses célibataires, même (1912-1923). En effet, il ne faut pas oublier que, si Duchamp commence les recherches du Grand Verre dès 1912, il ne le réalisa qu'à partir de 1915, d’où les dates énoncées précédemment. À Paris et à New York, il côtoie d'autres protagonistes du mouvement, comme Francis Picabia et Man Ray. Il refuse cependant de s'associer au Salon Dada organisé par Tristan Tzara, à Paris en 1922, souhaitant garder son indépendance et ne pas être étiqueté à un mouvement.
Duchamp se réclamant de « l'anti-art », il est ainsi inspiré par les artistes dada rejetant les institutions artistiques dominantes tels que musées ou galeries.

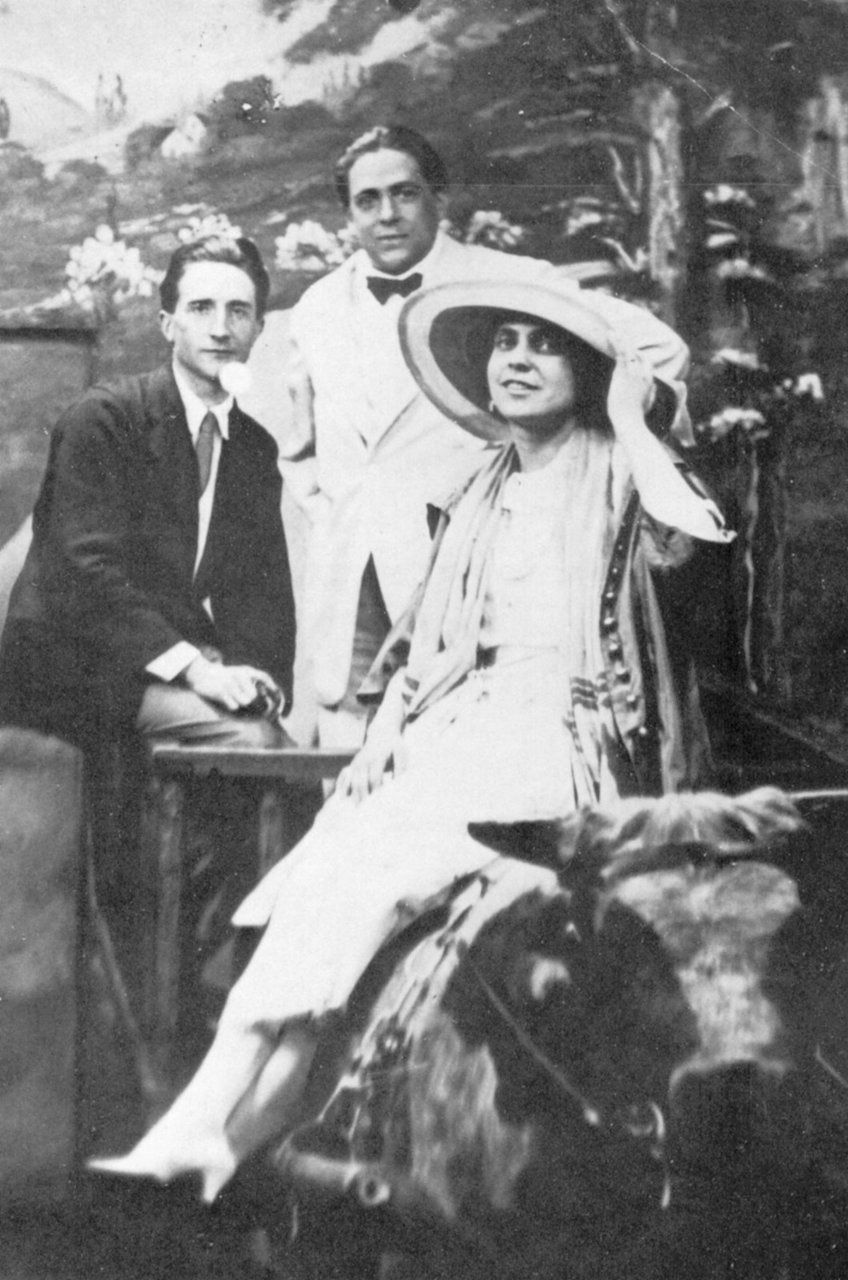
Marcel Duchamp, Francis Picabia et Beatrice Wood au Broadway Photo Shop, New York, 1917.

### Duchamp et les surréalistes
Il collabore à la revue Le Surréalisme au Service de la Révolution (1930-1933), lancée par André Breton et éditée par José Corti.
En janvier 1938, il coorganise l’Exposition internationale du surréalisme à la Galerie des Beaux-Arts à Paris en proposant dans l'une des salles une sculpture éphémère composée de 1 200 sacs de charbon suspendus au plafond. En plongeant ainsi la pièce dans la pénombre, il oblige les spectateurs à s'éclairer et à se déplacer au moyen d'une lampe de poche. Duchamp récidive en 1942 lors de l'exposition surréaliste internationale de New York où il installe un réseau de ficelles dans l'aire d'exposition, forçant à nouveau le visiteur à s'intégrer à son milieu. Ce faisant, Duchamp jette les bases du happening qui fera son apparition quelques années plus tard et qui reprend un principe similaire par ses événements et performances en direct.

##### Couvertures et graphisme

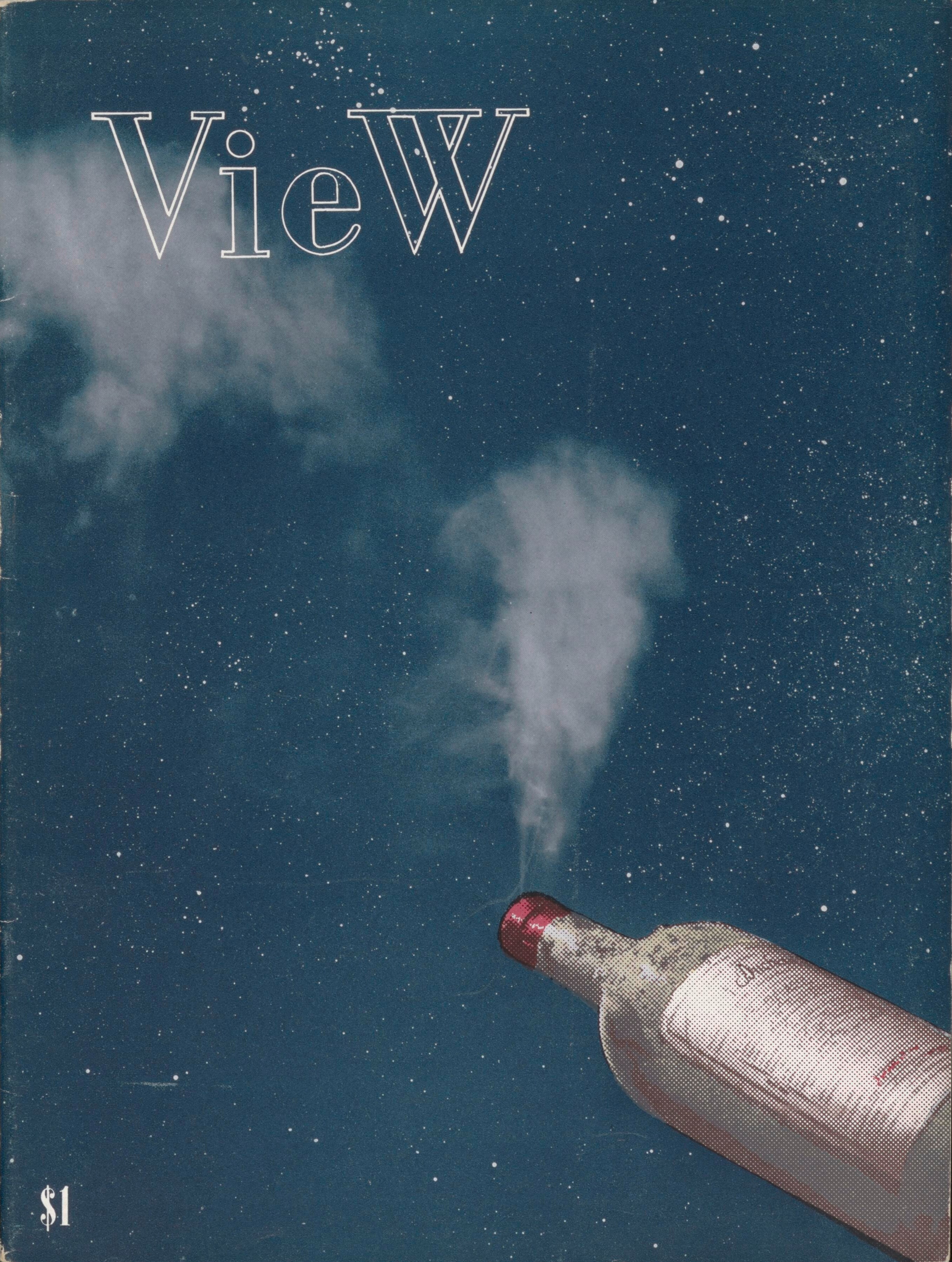
Couverture de View, mars 1945.

## Duchamp dans les représentations

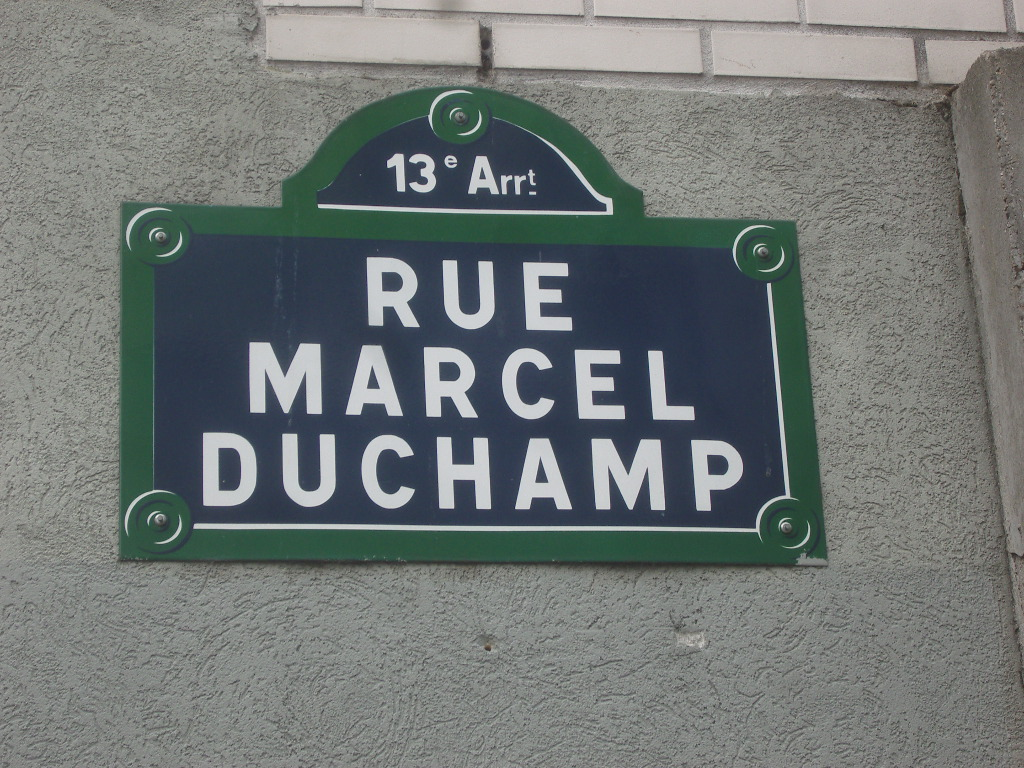
Plaque de rue, Paris 13e

### Expérimentations cinétiques
Duchamp était préoccupé par le temps, la vitesse et la décomposition des mouvements. Ce qui l'a justement amené, en 1925-1926, à expérimenter une nouvelle forme d'expression cinématographique, l'« Optical cinema », avec son unique film intitulé Anémic Cinéma. Son film présente des plaques rotatives qui deviendront plus tard, en 1935, les « rotoreliefs » (ou « machines optiques »). Proposés sous la forme de plaques tournantes sur un axe grâce à un moteur, ils associent jeux optiques, jeux de mots, et géométrie. En 1963, Yannick Bellon filme la machine optique dans le cadre d'un projet de film sur l'Œil avec Georges Bernier.

#### Duchamp et le cinéma

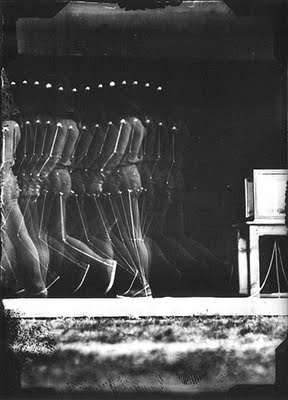
Homme qui marche, par Étienne-Jules Marey (1890-1891).

Au moment où il travaille sur les esquisses du Nu descendant l'escalier (1911-1912), il découvre les expériences protocinématographiques d'Étienne-Jules Marey, entre autres. Sa Roue de bicyclette (1913) peut également s'inscrire dans les prémices de ses travaux sur le mouvement poético-sculptural, ce ready-made est en effet considéré comme à l'origine de l'art cinétique. La phase suivante entretient un rapport entre moteurs électriques, disques transparents ou recouverts de motifs géométriques (1920-1924), invention pour laquelle il sollicite l'aide de Jacques Doucet, et qui culminera avec les « rotoreliefs », dont il déposera le brevet en 1935. Intrigué par un effet optique de deux spirales tournant sur un axe commun, l'une semblant aller vers l'avant et l'autre vers l'arrière, Duchamp fabrique un appareil pour démontrer le principe, la Rotative plaques de verre. En 1924, il construit la Rotative demi-sphère, optique de précision, assemblage d'un disque de tôle et d'un demi-globe de verre animé par un moteur, ainsi qu'un anneau de cuivre sur lequel était gravée la phrase : Rrose Sélavy et moi esquivons les ecchymoses des esquimaux aux mots exquis. La première « machine optique » fut gravée sur disque rouge et reproduite en encart dans la revue 391, no 18, en juillet 1924.
En 1926, il réalise un court-métrage expérimental intitulé Anémic Cinéma (35 mm, noir et blanc, durée de 7 min), d'une durée de 7 minutes, et signé Rrose Sélavy, avec la complicité de Man Ray et du réalisateur Marc Allégret. Des disques en mouvement sont filmés, sur lesquels sont parfois inscrites des phrases — comme « L'enfant qui tète est un souffleur de chair chaude et n'aime pas le chou-fleur de serre-chaude » —, où l'absurde, l'humour noir et l'allitération sont de mise. Le film fut projeté en août 1926, en séance privée.
En revanche, il n'est pas totalement certain que l'on retrouve un jour le court-métrage qu'il réalisa avec Man Ray, Baroness Elsa von Freytag-Loringhoven shaving her pubic hair (La baronne rase ses poils pubiens), avec comme interprète la sculptrice Elsa von Freytag-Loringhoven. Ce film aurait été tourné à New York en 1921 et projeté dans le cercle des amis du mécène Walter Arensberg. Les négatifs auraient été détruits.
Par ailleurs, Duchamp entretient un rapport complice avec le cinématographe. En 1918, il apparaît comme figurant dans Lafayette, We Come! de Léonce Perret. En 1924, il participe au tournage d'Entr'acte, de René Clair : dans ce court-métrage expérimental et comique, Duchamp apparaît en joueur d'échecs face à Man Ray. En 1944, il est l'« artiste » dans le film expérimental de Maya Deren, Witch's Cradle. En 1947, il participe à la direction artistique du film Rêves à vendre (Dreams That Money Can Buy) d'Hans Richter, pour un épisode sur une musique de John Cage.
Par la suite, il apparaît dans quelques films d'artistes, mais aussi des documentaires, et ce, jusqu'à la veille de sa mort :
- 1957 : 8 X 8: A Chess Sonata in 8 Movements, de Hans Richter et Jean Cocteau.
- 1963 : Jeux d'échecs, de Jean-Marie Drot (RTF).
- 1965 : La verifica incerta, de Gianfranco Baruchello.
- 1967 : Dada, de Greta Deses et Marcel Janco.
- 1967 : Grimaces, d'Erró.
- 1969 : Marcel Duchamp: In His Own Words, de Lewis Jacobs (MoMA).

### Tu m’
Huile sur toile au format panorama, Tu m', exécutée en 1918, quatre ans après sa dernière peinture. Elle est la première œuvre de Duchamp à intégrer des objets dans sa peinture. Le tableau a été conçu afin d'entrer dans l'espace au-dessus de la bibliothèque de Katherine Dreier, sa mécène de l'époque et qui lui a commandé l'œuvre. Peinte peu avant le départ de Duchamp pour Buenos Aires, elle est vue comme « le dernier tableau de Marcel Duchamp », ou plutôt comme un abandon par l'artiste de l'huile sur toile.
Sorte de synthèse des idées de Duchamp, on y retrouve trois représentations de ready-made, une roue de bicyclette, un tire-bouchon et un porte-chapeau, peints comme des ombrages. Des lignes sont créées par la chute d'un mètre de fils d'un mètre de long. Une succession de carrés de couleur, suggérant des échantillons de peinture, traverse la toile jusqu'à une fissure. Un goupillon est enfoncé dans cette fissure réelle dans la toile du tableau qui en rejoint une seconde, peinte celle-là en trompe-l’œil et retenue avec trois vraies épingles de sûreté. Sous la fissure peinte, on retrouve une main pointant un index et exécutée par un peintre d'enseignes que Duchamp avait embauché.
Le titre lui-même pourrait être une abréviation, d'abord homophonique de Tu aimes, ou de Tu m'ennuies voire de Tu m'emmerdes, bien que Duchamp ne se soit jamais exprimé clairement sur le sujet.

### Le Grand Verre
La Mariée mise à nu par ses célibataires, même, dite Le Grand Verre, réalisée aux États-Unis, enchâssée entre deux panneaux de verre montés sur cadre et trépieds (1915-1923, musée de Philadelphie), est l’aboutissement de plusieurs études préliminaires, constituées de notes, d'esquisses, de « peintures », remontant au début des années 1910, telles que la Boîte de 1914 ou Neuf moules mâliques (1913-1914). Chez l'artiste, cette recherche (ou ce questionnement) correspond à l’obsession d’une « vraie forme » invisible, obtenue par contact et transparence, afin de synthétiser toutes ses théories, notamment l'art comme « fait mental ». Réalisée à l’huile, feuille et fil de plomb, cette étude, considérée par l'artiste comme inachevée, fut brisée lors de son transport en 1916, mais Marcel Duchamp refusa de la faire restaurer. Les critiques d'art qui découvrirent cette œuvre y virent les brisures et les considérèrent comme partie intégrante de l’œuvre jusqu'en 1959.

### Étant donnés
Dans les dernières années de sa vie, Duchamp exécuta une œuvre pour le Philadelphia Museum of Art, Étant donnés : 1) La chute d’eau 2) le gaz d’éclairage… (1946-1966), environnement sculptural érotique, interdit, par la volonté de l'artiste, à la vue du public avant l'année 1969 (soit un an après sa mort).

### Pataphysicien et oulipien
Marcel Duchamp fut également satrape du Collège de Pataphysique en 1953 et devint membre de l'Oulipo en 1962. Connaissant déjà Raymond Queneau et François Le Lionnais, avec qui il partageait la passion des échecs, il fut recommandé par Simon Watson-Taylor (en), surréaliste et pataphysicien anglais, et aussitôt coopté avec enthousiaste. Il était considéré comme une sorte d'« oulipien par anticipation » par son abolition des frontières entre les disciplines, sa vision de la solidarité entre le poétique et le scientifique, son audace sans frein dans l'expérimentation, sa distance ironique à l'égard des arts constitués, ses jeux verbaux et ses recherches linguistiques, comme dans Rose Sélavy. Cependant, ses relations avec l'Oulipo furent épisodiques, et il aura plus marqué les oulipiens que l'Oulipo ne l'aura marqué,.

### Le joueur d'échecs
« Si tous les artistes ne sont pas des joueurs d’échecs, tous les joueurs d’échecs sont des artistes. »

— Marcel Duchamp
Ayant appris le jeu dès son jeune âge, Duchamp s'y consacre de plus en plus à partir de son séjour à Buenos Aires. Il devient ainsi un excellent joueur d'échecs. Champion de Haute-Normandie en 1924, il participa plusieurs fois au championnat de France,,, et fit partie de l'équipe de France à l'Olympiade d'échecs de la Haye (1928), Hambourg (1930), Prague (1931) et Folkestone (1933).
En 1918-1919, il sculpte un jeu de pièces complet lors de son séjour à Buenos Aires.
En 1924, il dispute une partie d'échecs avec Man Ray dans le film Entr'acte, de René Clair, scène durant laquelle des trombes d'eau s'abattent sur les joueurs et dispersent les pièces du jeu.
En 1925, il conçoit l'affiche du championnat de France d'échecs qui se déroule à Nice, du 2 au 11 septembre.
En 1932, il publie, en collaboration avec Vitaly Halberstadt, L'opposition et les cases conjuguées sont réconciliées, un manuel qui traite des finales de rois et de pions. Marcel Duchamp en conçoit la présentation et la couverture.

### Vie privée
Marcel Duchamp est le père d'une enfant naturelle, Yvonne Duchamp, née le 6 février 1911, de Marguerite Chastagnier, son modèle. L'artiste ne découvrira l'existence de cette enfant qu'en 1922 et la rencontrera plusieurs fois entre 1966 et 1968.
En 1924, Duchamp entame une liaison avec Mary Reynolds, née Hubachek (1891-1950), qui exerça le métier de relieuse d'art. Cette liaison dura plus de vingt ans.
Le 8 juin 1927, Duchamp épouse Lydie Sarazin-Levassor (1903-1988). Ils divorcent six mois plus tard, le 25 janvier 1928. La rumeur colporte alors que c’est, pour Duchamp, un mariage de convenance : Lydie Sarazin-Levassor est la petite-fille d’un (autrefois) riche constructeur automobile, Émile Levassor. Le père est ravi qu'un mariage arrangé rapide de sa fille facilite sa situation. Au début de janvier 1928, Duchamp dit à sa femme qu’il ne peut plus supporter les devoirs du mariage et son enfermement. Moins de trois semaines plus tard, ils divorcent,. Peu après son divorce, Duchamp s'affiche publiquement avec Mary Reynolds jusqu'à sa mort en 1950.
Entre 1940 et 1944, il est à New York, dans son atelier situé à Greenwich Village, vivant avec Mary Reynolds, entouré d'intellectuels français en exil, dont André Breton, et Robert Lebel, avec lesquels il restera très proche. En 1942, selon Serge Bramly, Duchamp se retrouve coincé dans un camp de transit à Casablanca, attendant son bateau pour les États-Unis.
En 1946, il donne son atelier parisien situé 11, rue Larrey et qu'il occupait depuis 1927, à Isabelle Waldberg.
Entre 1947 et 1951, il entretient une liaison avec la sculptrice brésilienne Maria Martins.
En 1954, il épouse en secondes noces Alexina Sattler, dite Teeny. Il devient citoyen américain en 1955.

### Fin de vie

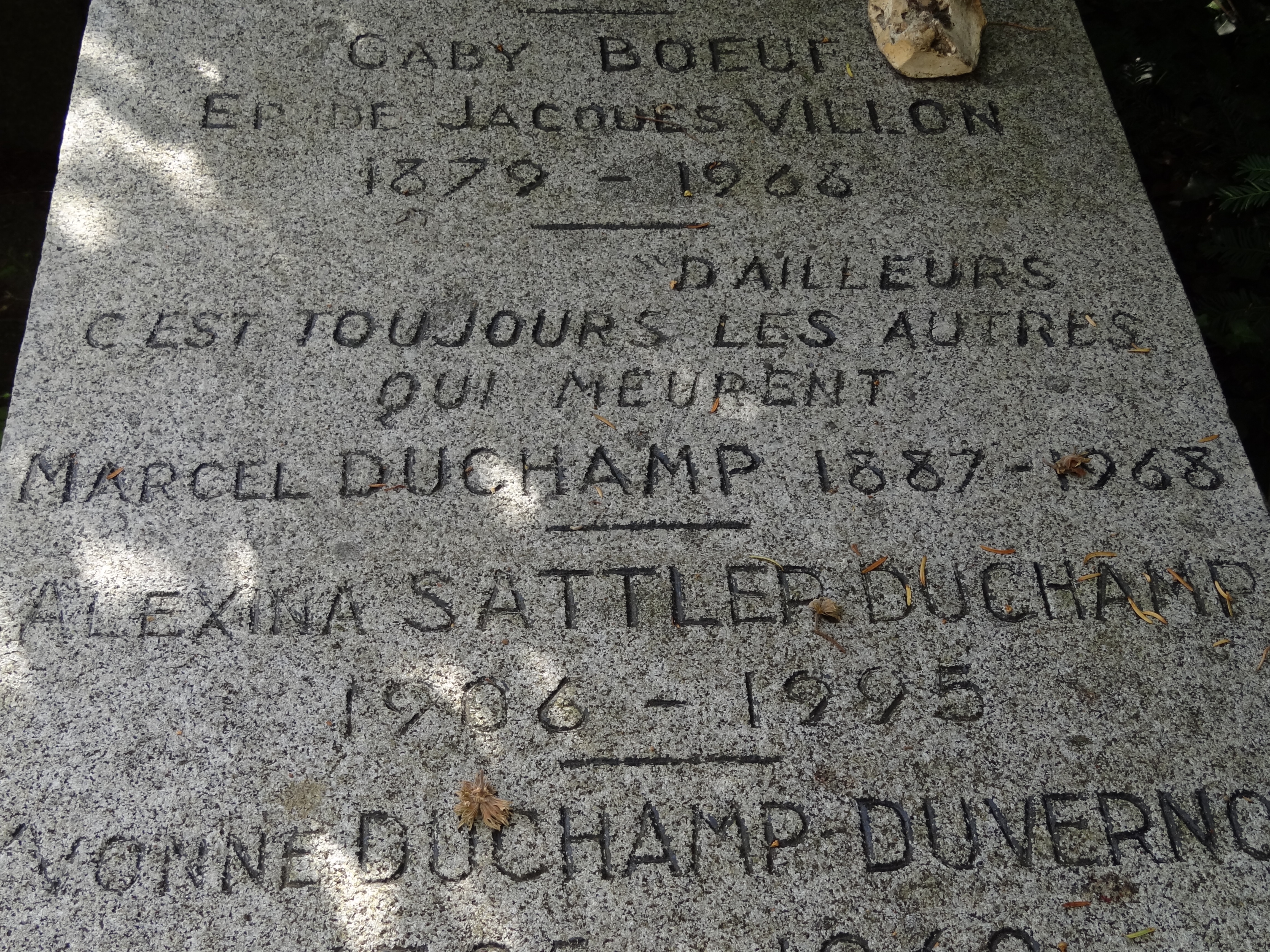
Détail de l'épitaphe sur sa tombe : « D'ailleurs, c'est toujours les autres qui meurent. »

Une grande rétrospective tenue à Pasadena en 1963 consacre le rôle de Marcel Duchamp dans l'art contemporain. L'exposition donne également lieu à des rééditions de ses ready-mades les plus célèbres, signés par Duchamp.
Le samedi 15 mai 1965, Duchamp organise un « dîner Rrose Sélavy » au restaurant Victoria à Paris, et s'entoure d'une trentaine de convives, dont Carl Reuterswärd, Jacques Fraenkel, Gabriële Buffet-Picabia, P. R. de Zayas et Marie-Claire Dumas, tous membres de l’Association pour l'étude du mouvement Dada. Au cours du dîner, il dépose dans un récipient les cendres d'un cigare et à la fin, celles du procès-verbal attestant du contenu du dit récipient baptisé L'Urne, laquelle, véritable ready-made provoqué, est ensuite scellée et signée.
Le 5 juin 1968, il est longuement interviewé par Joan Bakewell pour la chaîne de télévision BBC.
Le 2 octobre 1968, Marcel Duchamp meurt à l'âge de 81 ans à Neuilly-sur-Seine (Hauts-de-Seine).

Ses cendres sont déposées dans le caveau familial au cimetière monumental de Rouen. Une épitaphe est gravée sur sa tombe : 

« D’ailleurs, c'est toujours les autres qui meurent. »

En septembre 1969, le Philadelphia Museum of Art révèle au public son ultime œuvre : Étant donnés : 1° la chute d'eau ; 2° le gaz d'éclairage….

## Esthétique

### Ses influences plastiques
- Raymond Duchamp-Villon, Le Grand Cheval (1914), bronze (MoMA).
- Francis Picabia, Parade amoureuse (1917), huile.
- Man Ray, The Rope Dancer Accompagnies Herself with Her Shadows (1916), huile (MoMA) et Man, photographie d'un batteur à œufs (1918).
- Morton Schamberg, God (v. 1918), ready-made, Philadelphia Museum of Art.

Marcel Duchamp a révolutionné la conception académique de l’art qui, jusqu'alors, ne jugeait la valeur d'une œuvre qu'à l'aune des efforts et du travail dispensés pour une finalité édifiante. L'hétérogénéité de ses moyens d'expression et la complexité de ses œuvres, de la peinture (Nu descendant un escalier en 1912), à l'installation plastique la plus hermétique (Étant donnés…, « inachevée » en 1966), en passant par les détournements d'objets « tout fait » (un urinoir, un sèche-bouteilles, un peigne…), décrétés œuvres d'art par sa seule volonté et associés à sa constante revendication du « droit à la paresse », ne permettent de le classer dans aucun des mouvements artistiques du XXe siècle. Duchamp a traversé le cubisme, le futurisme, dada et le surréalisme en s'excluant lui-même de tout courant.

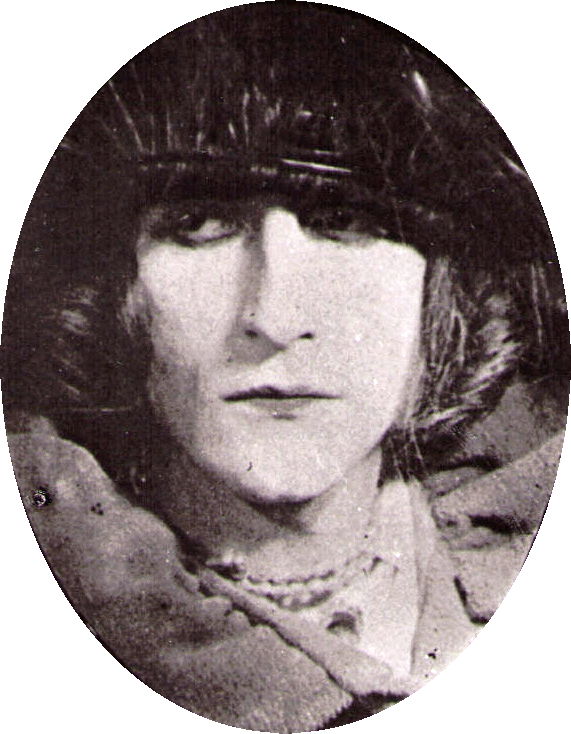
Man Ray, Rrose Sélavy, 1921.

À travers ses œuvres, Duchamp mène une réflexion sur la notion d’Art et d'esthétique. Il s'oppose notamment à une approche de la peinture qu'il qualifie de « rétinienne » et qu'il considère comme dominante depuis l'époque de Gustave Courbet. Il ouvre ainsi la voie à l'art conceptuel. Le pop art, fluxus et le happening ont aussi fait de fréquents emprunts aux pratiques et démarches artistiques de Duchamp. Ses rotoreliefs influenceront les tenants de l'art optique. Les écrits de Marcel Duchamp ont été publiés sous les titres Duchamp du signe (1958) et Marchand du sel (1958). Il fut également le créateur d'un personnage fictif, Rrose Sélavy, sculpteur et auteur d’aphorismes maniant la fausse contrepèterie et l’allitération.

## Pseudonymes

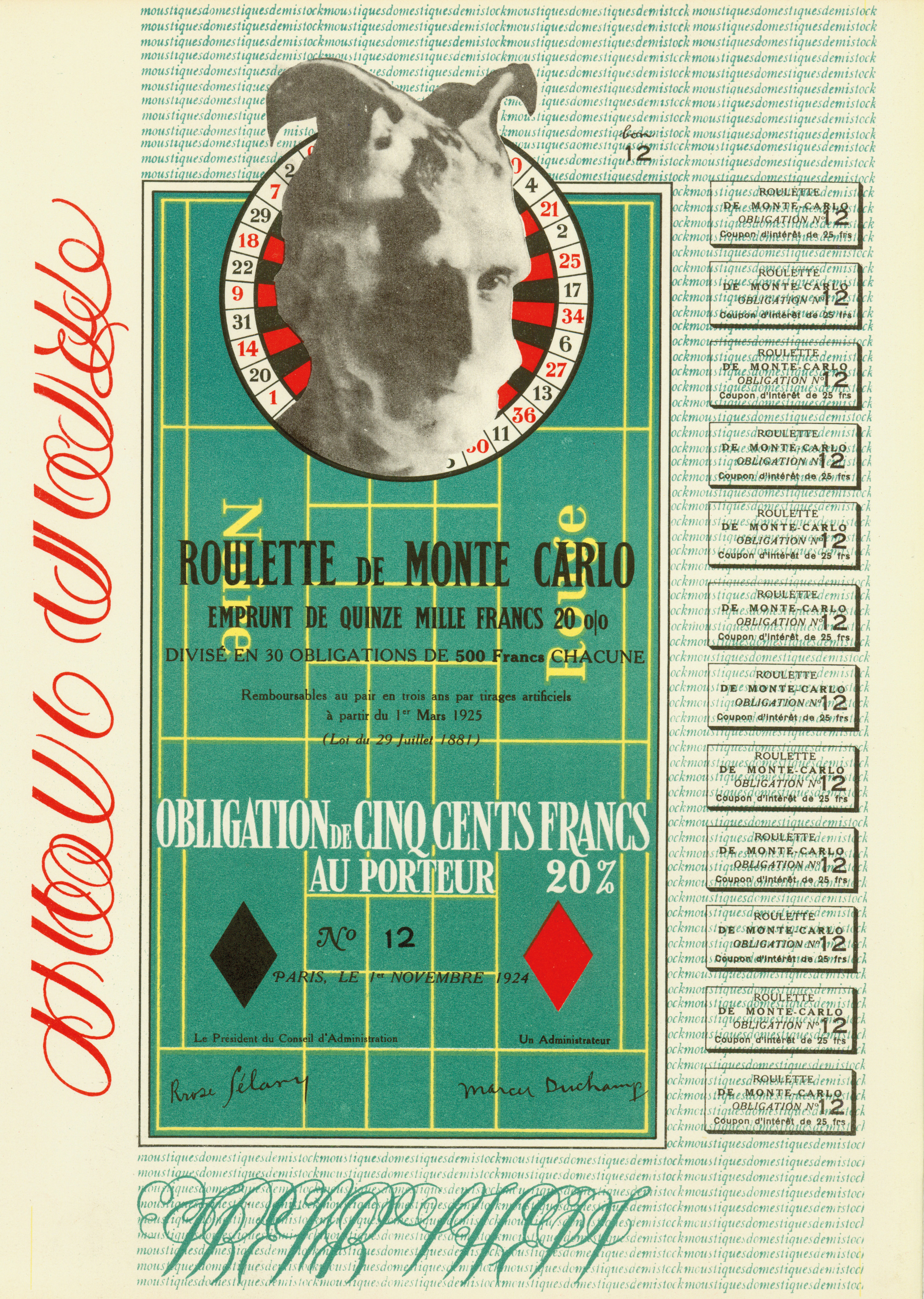
Monte Carlo Bond avec des signatures de Rrose Sélavy et Marcel Duchamp.

- Rrose Sélavy : « J'ai voulu changer d'identité et la première idée qui m'est venue c'est de prendre un nom juif. J'étais catholique et c'était déjà un changement que de passer d'une religion à une autre ! Je n'ai pas trouvé de nom juif qui me plaise ou qui me tente et tout d'un coup j'ai eu une idée : pourquoi ne pas changer de sexe ! Alors de là est venu le nom de Rrose Sélavy[68]. » Pour Duchamp, il s'agissait d'une façon de créer un ready-made. La redite de la lettre r vient d'un jeu de mots avec « arrose » et Sélavy (arroser la vie) ou avec Eros et Sélavy, une transposition phonétique de Éros, c'est la vie. Duchamp va jusqu'à se faire photographier en vêtements féminins et signe de ce pseudonyme quelques œuvres, dont Belle Haleine - Eau de Voilette, Fresh Widow et Pourquoi ne pas éternuer ? (Why not Sneeze?).
- R. Mutt : voir Fontaine.
- Marchand du sel : voir dans la bibliographie les entretiens avec M. Sanouillet.

## Œuvres

### Arts plastiques
Un grand nombre des œuvres de Marcel Duchamp sont conservées dans une salle d'exposition permanente au Philadelphia Museum of Art.
Le catalogue raisonné de l'ensemble des créations de Marcel Duchamp a été élaboré par Arturo Schwarz.

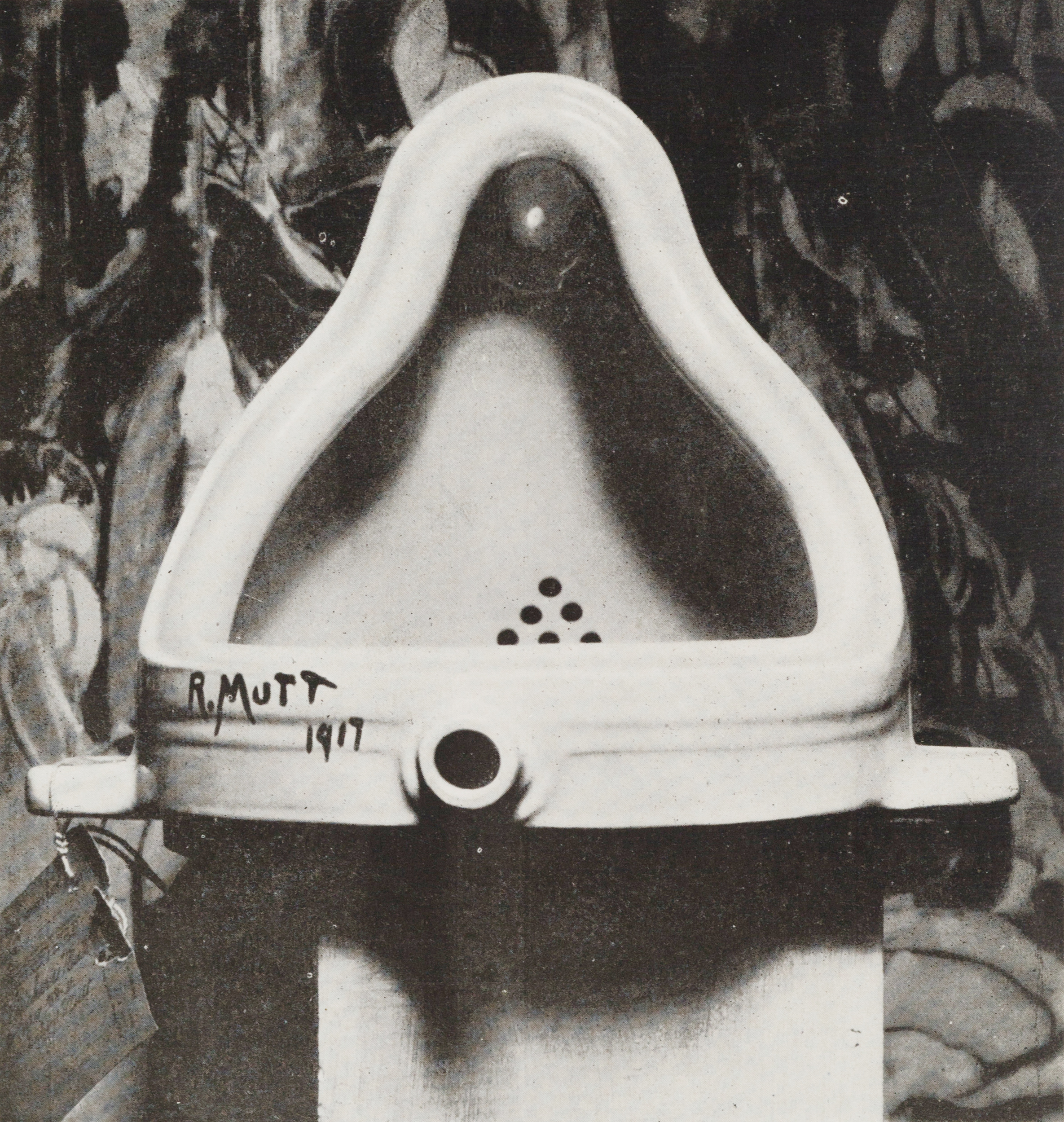
Alfred Stieglitz, photographie de la Fountain de Marcel Duchamp, 1917.

- Femme-cocher (1907, 31,7 × 24,5 cm), dessin satirique non publié.
- Nu sur nu (1910-1911).
- Jeune homme triste dans un train (1911-1912).
- Nu descendant un escalier (1912).
- Le Roi et la Reine entourés de nus vites (1912).
- Le Passage de la Vierge à la Mariée (1912).
- Broyeuse de chocolat, n°1 (1913[71]).
- Roue de bicyclette (1913).
- Trois stoppages étalon (1913[72]).
- In Advance of the Broken Arm, pelle à neige (1914).
- Apolinère Enameled, émail à la façon d'une réclame (1914).
- Porte-bouteilles (1914).
- Broyeuse de chocolat, n°2 (1914).
- Le Grand Verre (1915-1923).
- Fontaine, urinoir renversé et signé « R. Mutt » (1913-1917).
- L.H.O.O.Q., reproduction de La Joconde affublée d'une paire de moustache (1919).
- Air de Paris, objet (1919).
- Fresh Widow, fenêtre aux carreaux teintés de noir (1920).
- Rotative plaques verre (optique de précision), œuvre cinétique (1920).
- Belle Haleine. Eau de Voilette, New York (1921) (avec un photo-médaillon de Man Ray représentant Rrose Selavy[73]).
- Why not Sneeze Rrose Selavy ?, boîte surréaliste : morceaux de marbre blanc taillés comme des cubes de sucre contenus dans une cage à oiseaux d'où sortent un os de seiche et un thermomètre (1921).
- La Bagarre d'Austerlitz : maquette de fenêtre avec de vraies vitres portant la marque du vitrier, jeu de mots sur la gare d'Austerlitz et la bataille du même nom[29] (1921).
- Le Grand Verre, grand verre commencé en 1915 et volontairement inachevé en 1923.
- Anemic Cinema, court métrage réalisé avec la collaboration de Man Ray et Marc Allégret (1926).
- La Boîte-en-valise (1936-1941, en série jusqu'en 1968), coffret de cuir rouge contenant 80 œuvres en reproductions diverses : fac-similés et objets miniatures (41,5 × 38,5 × 9,9 cm[74]).
- Dada, 1916-1923 (1953), affiche pour la galerie Sidney Janis, New York[75].
- Autoportrait de profil (mars 1957), puis variante « Marcel dechiravit pour… », multiple (1958).
- Coin de chasteté, objet (1963).
- A GUEST + A HOST = GHOST, 1953, bonbons au caramel avec une équation-jeu de mots imprimée à l'encre.

### Installations
- Twelve Hundred Coal Bags Suspended from the Ceiling over a Stove (1938) : installation lors de l'Exposition internationale du surréalisme, Galerie Beaux-Arts, Paris[76],[77].
- Sixteen Miles of String (1942) : installation pour l'exposition First Papers of Surrealism (Whitelaw Reid Mansion, New-York) composée de corde formant une « toile d'araignée » qui de se déploie dans l'espace de l'exposition. L'œuvre est aussi une performance : Duchamp a demandé à 12 enfants de jouer tout au long du vernissage (6 garçons habillés en joueurs de baseball, basketball et football qui se lancent des balles et 6 filles qui jouent à la marelle, au saut à la corde)[76],[78].
- Étant donnés : 1° la chute d'eau, 2° le gaz d'éclairage (1946-1966[79]), installation montée en grand secret.

### Publications